# Polypedilum griseistriatum
Polypedilum griseistriatum är en tvåvingeart som först beskrevs av Edwards 1931.  Polypedilum griseistriatum ingår i släktet Polypedilum och familjen fjädermyggor. Inga underarter finns listade i Catalogue of Life.